# Praying for Time
"Praying for Time" este un cântec scris și cântat de către George Michael și a fost lansat de Epic Records în 1990. Melodia a fost prima lansată de pe albumul Listen Without Prejudice Vol.1 și a stat timp de 10 săptămani în Billboard Top 40.
George Michael a refuzat să apară în videoclip, acesta fiind lansat doar cu versurile ce se schimbă pe un fundal negru cu albastru.
Cântecul a fost interpretat de către Carrie Underwood la mini-maratonul Idol Gives Back, pe 9 aprilie 2008 și a fost cântat chiar de către George Michael în finala American Idol, pe 21 mai 2008.

## Versiunea lui Carrie Underwood
Praying for Time este un cântec al artistei Carrie Underwood, preșuare a șlagărului lui George Michael. Single-ul a fost lansat pentru a stânge fonduri în vederea unor cauze umanitare. „Praying for Time” a fost lansată la începutul anului 2008. Piesa a fost lansată ca disc promoțional pe data de 9 aprilie 2008. Cântecul a obținut clasări de top 40 atât în Canada, cât și în Statele Unite ale Americii. Discul a obținut și locul 10 în clasamentul Billboard Hot Digital Songs.

## Clasamente
| Clasament                    | Poziția maximă | Referință |
| ---------------------------- | -------------- | --------- |
| Canadian Hot Digital Songs   | 15             | [ 3 ]     |
| Canadian Hot 100             | 33             | [ 1 ]     |
| Billboard Hot 100            | 27             | [ 1 ]     |
| Billboard Pop 100            | 28             | [ 4 ]     |
| Billboard Hot Digital Songs  | 10             | [ 2 ]     |
| Billboard Hot Digital Tracks | 9              | [ 5 ]     |